# Traunbach
Der Traunbach – im Volksmund auch nur kurz die Traun, am Oberlauf Thranenbach – ist ein gut 19 km langer Bach im südwestlichen Hunsrück in Rheinland-Pfalz und ein linker Zufluss der Nahe.

## Geographie

### Verlauf
Der Traunbach entspringt im Schwarzwälder Hochwald am Südostfuß des Erbeskopfs und heißt auf seinem südwestwärts ziehenden Oberlauf zunächst Thranenbach. Knapp einen Kilometer vor dem Ortseingang von Börfink knickt er auf südlichen Kurs ab und wendet sich dann bei der Annäherung an die Gemeinde Abentheuer mehr und mehr südostwärts. Schließlich mündet er beim Ortsteil Neubrücke der Ortsgemeinde Hoppstädten-Weiersbach von links in die dort eben aus dem Saarland nach Rheinland-Pfalz übergewechselte Nahe.
Der einzige Pegel am Traunbach steht in der Gemeinde Abentheuer.
Auf seinem 19,2 km langen Weg überwindet der Bach einen Höhenunterschied von ca. 300 m, was einem mittleren Sohlgefälle von 16 ‰ entspricht. Der Traunbach entwässert ein Einzugsgebiet von 64,861 km² über Nahe und Rhein zur Nordsee.

### Zuflüsse
Direkte Zuflüsse von der Quelle zur Mündung, Auswahl:
- Casparsbach (rechts), 1,0 km, 1,20 km²
- Riedfloß (rechts), 1,2 km, 1,73 km²
- Ramstaller Floß (rechts), 1,1 km, 1,40 km²
- Taubenfloß (rechts), 0,9 km, 1,29 km²
- Börfinkgraben (links), 2,0 km, 1,88 km²
- Ochsenfloß (rechts), 2,6 km, 3,19 km²
- Erdbeerengraben[6] (Bach am Böselausfelsen) (links), 0,9 km, 0,78 km²
- Hengstbach (rechts), 3,7 km, 5,43 km²
- Rohrbach (links), 3,1 km, 4,10 km²
- Bleidenbach (rechts), 2,9 km, 3,77 km²
- (Bach am Kleekopf) (links), 0,8 km, 0,91 km²
- Hundschieder Bach (links), 1,2 km, 0,39 km²
- Götzenbach (rechts), 3,8 km, 4,01 km²
- Kahlenbach (links), 0,5 km, 0,24 km²
- Achtelsbach (rechts), 6,1 km, 9,03 km²
- Kirschbach (rechts), 1,6 km, 1,44 km²
- Dämmelsfloß (Dambach) (links), 0,6 km
- (Bach am Bühlskopf) (links), 0,8 km, 1,06 km²

## Flora und Fauna
Der Traunbach fließt anfangs durch den Hochwald, später durch extensiv genutzte Talwiesen. Am Ufer wachsen vor allem Weiden und Erlen, die heute kaum noch wirtschaftlich genutzt werden.
Graureiher und Stockenten sind die häufigsten Wasservögel im Bachtal, auch der Wasseramsel und dem Eisvogel bietet das schnell fließende Gewässer Lebensraum.
Teile der Habitate am Fluss liegen im Nationalpark Hunsrück-Hochwald.

## Geschichte
Das Wasser des Traunbachs trieb früher Mühlen an. An einigen Abschnitten seines Laufs legte man seitliche Gräben an, um diesen eine kontinuierliche Wasserzufuhr zu verschaffen. Dies war von Bedeutung, weil auf dem Bach und seinen Zuflüssen (vor allem Riedfloß, Ramstaller Floß, Taubenfloß, Ochsenfloß und Dämmelsfloß, deren Namen auf die alte Nutzung hinweisen) auch Scheitholz transportiert wurde; diese Triftung bedingte, dass die Wasserführung zeitlich stark schwankte. Die Alte Mühle bei Börfink ist heute ein Landgasthof, der auch Übernachtungen anbietet.
Um 1800 wurde in der Abentheuerer Hütte, die als Industriedenkmal eingestuft ist, in einem Hochofen Eisen verarbeitet, das in der Gegend abgebaut wurde. Zur Anlage gehörte ein Hammerwerk mit oberschlächtigem Wasserrad aus Eisen, das vom Wasser einer linken Ableitung des Traunbachs angetrieben wurde und noch teilweise erhalten ist.

### Mühlen
- Allenbacher Sägemühle am Traunbach[10], in Thranenweiler
- Alte Mühle[11], in Börfink
- Hujetsägemühle[12], in Abentheuer
- Großer Hammer der Eisenhütte Abentheuer[13] in Abentheuer
- Gördners-Mühle[14] (Wendels-Mühle[15]), in Brücken
- Scherers-Mühle[14] (Horten-Mühle[15]), in Brücken
- Cäsars-Mühle[14] (Engels-Mühle[15]), in Brücken
- Wollspinnmühle[16], bei Brücken
- Fettings-Mühle[16] (Herrn-Mühle[15]), südlich von Brücken
- Herters-Mühle[16] (Trühaus-Mühle[15]), bei Traunen
- namenlose Mühle[17], in Traunen
- Brand-Mühle[18], Brandmühle
- Dambacherschleife[19], westlich von Ellweiler
- Sägemühle[20], bei Ellweiler
- Neubrücker Mühle[21], bei Neubrücke

## Bilder

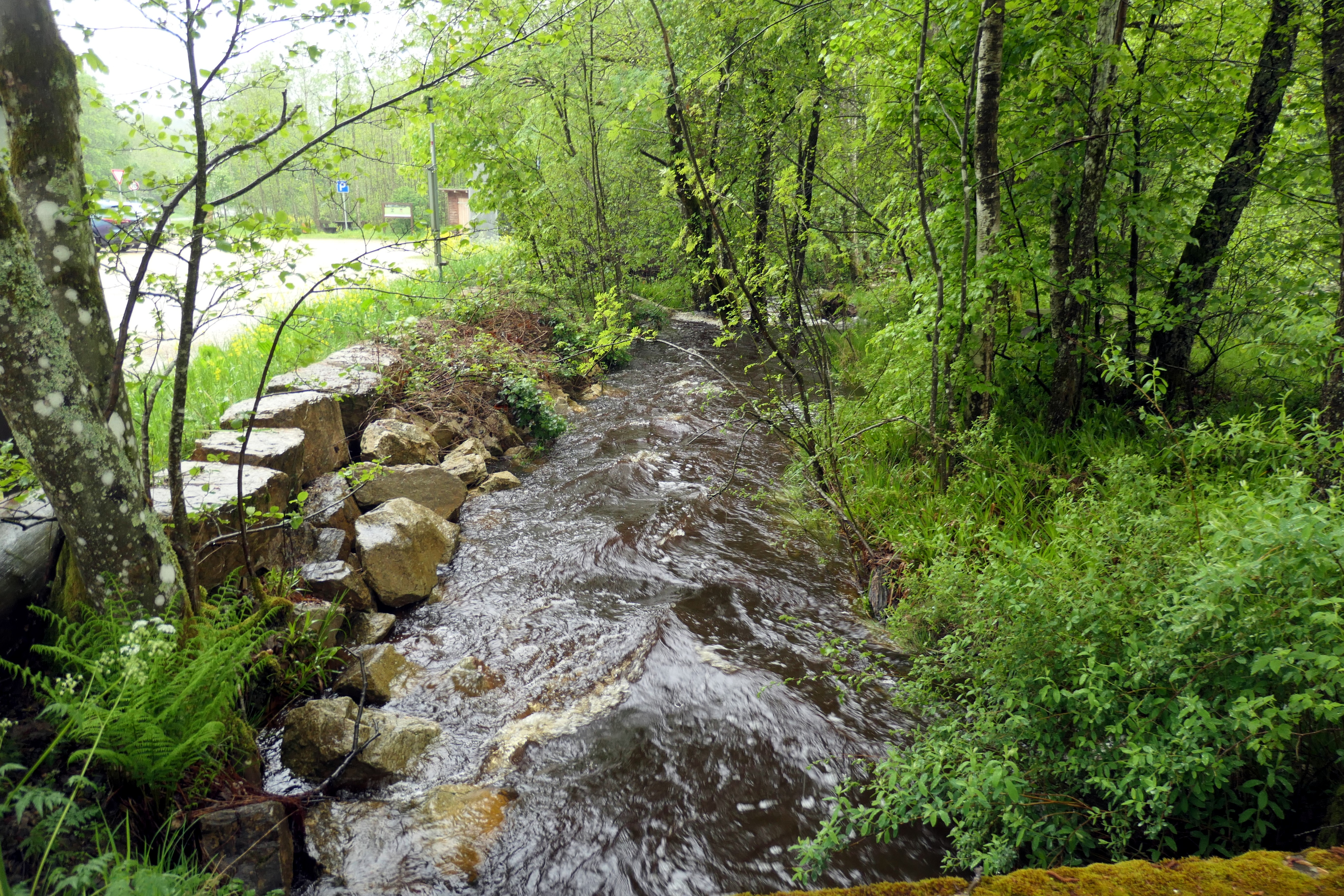
Thranenbach bei Thranenweier
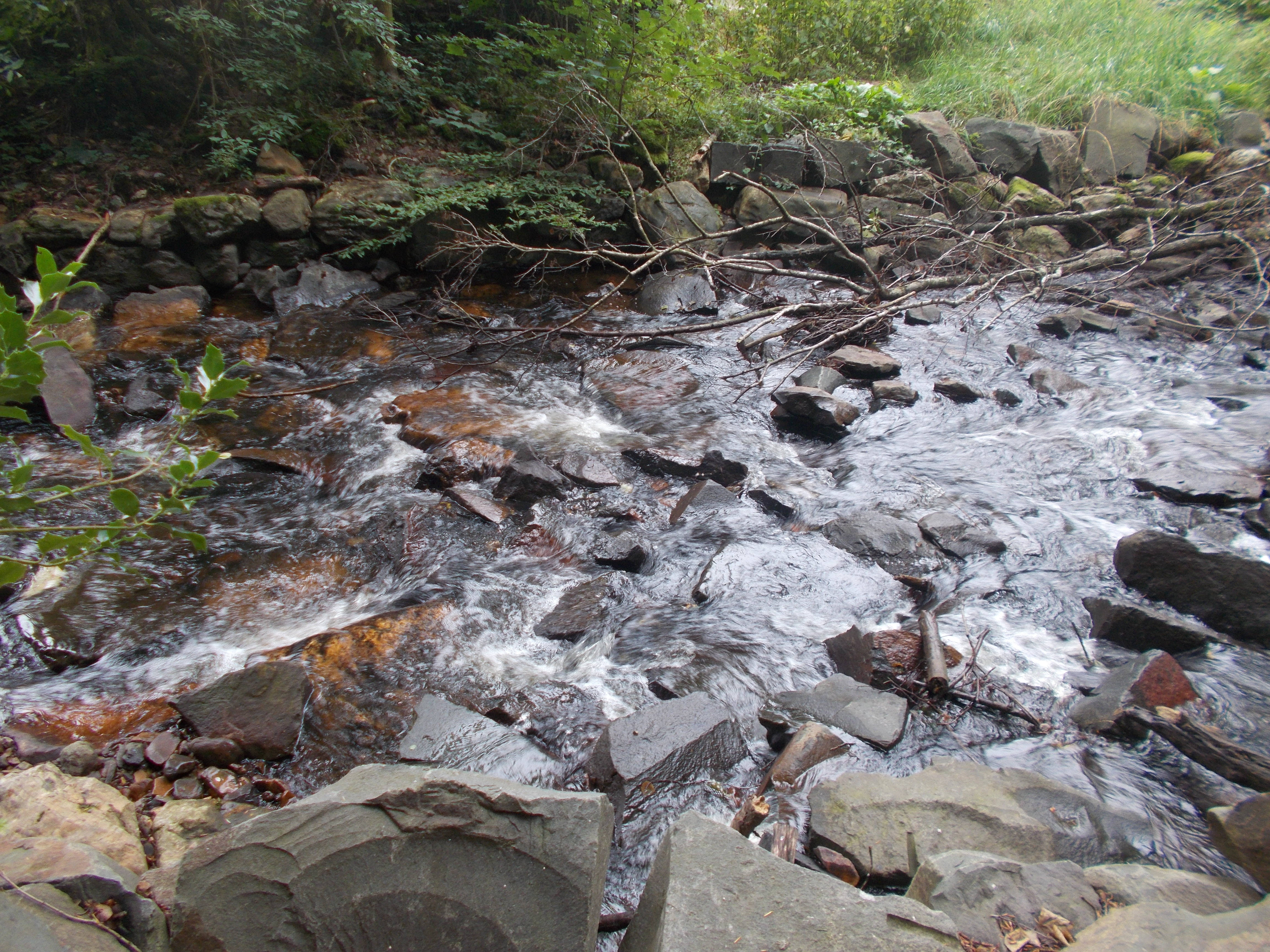
Traunbach bei Abentheuer
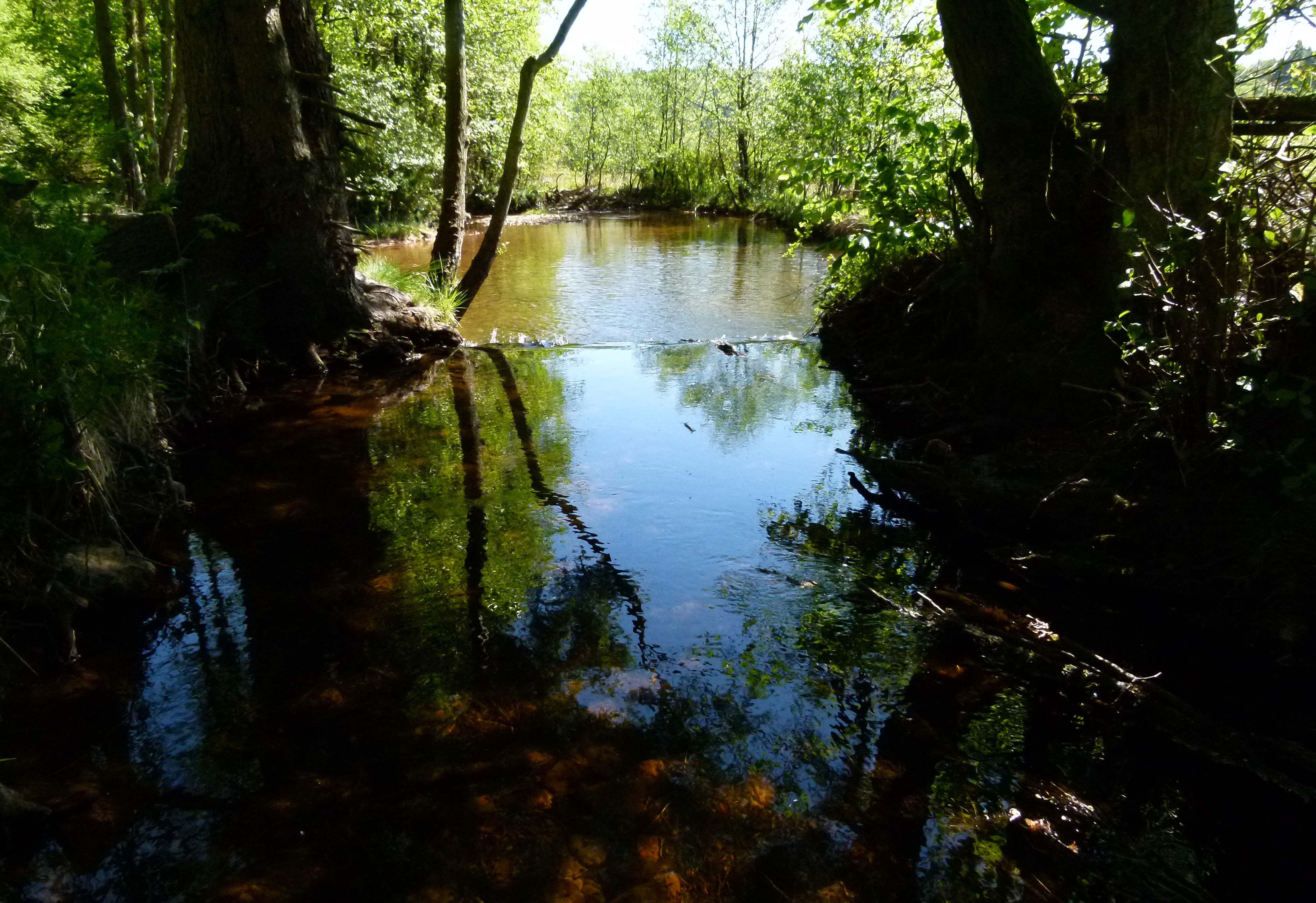
Traunbach bei Börfink
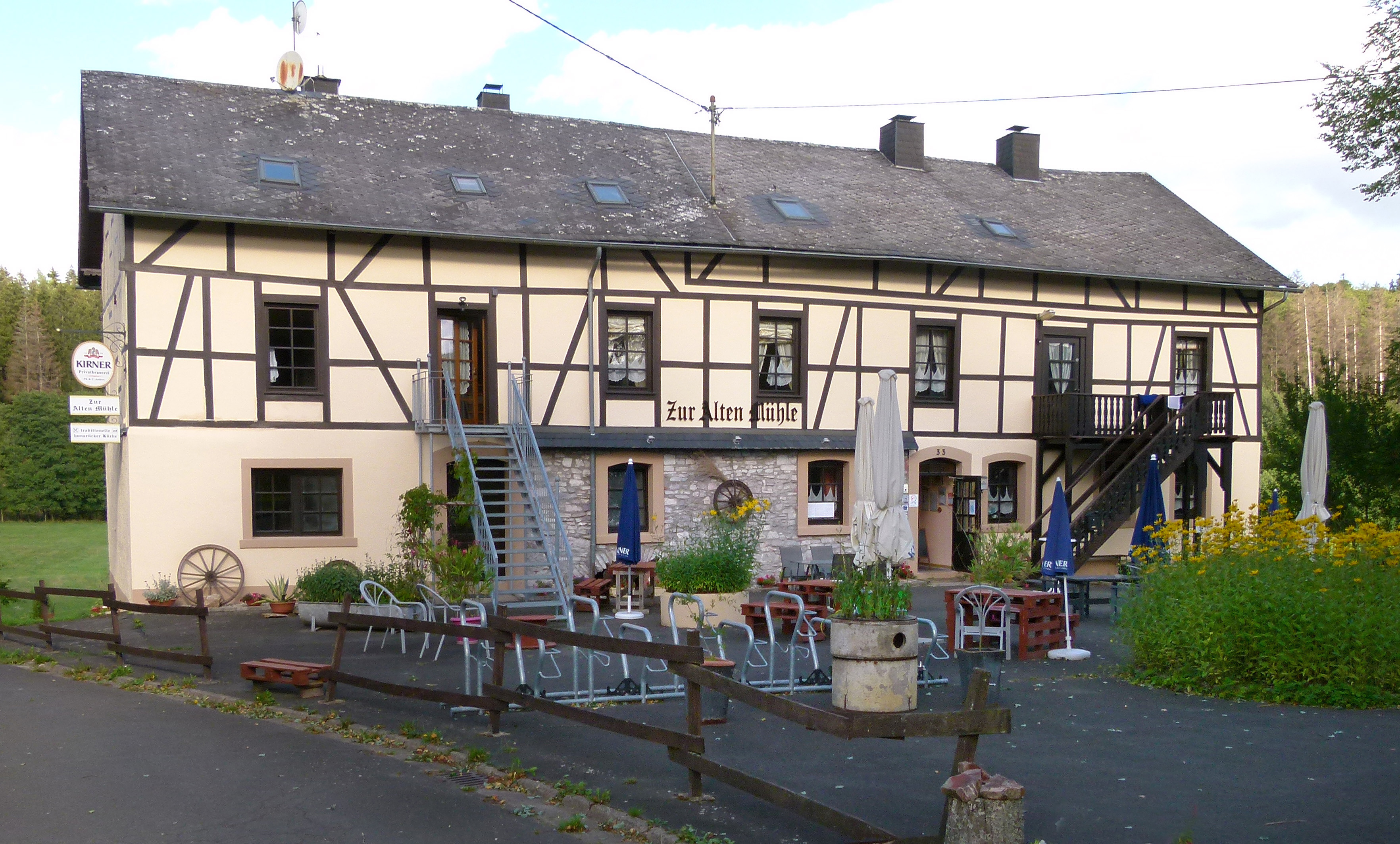
Die Alte Mühle Börfink
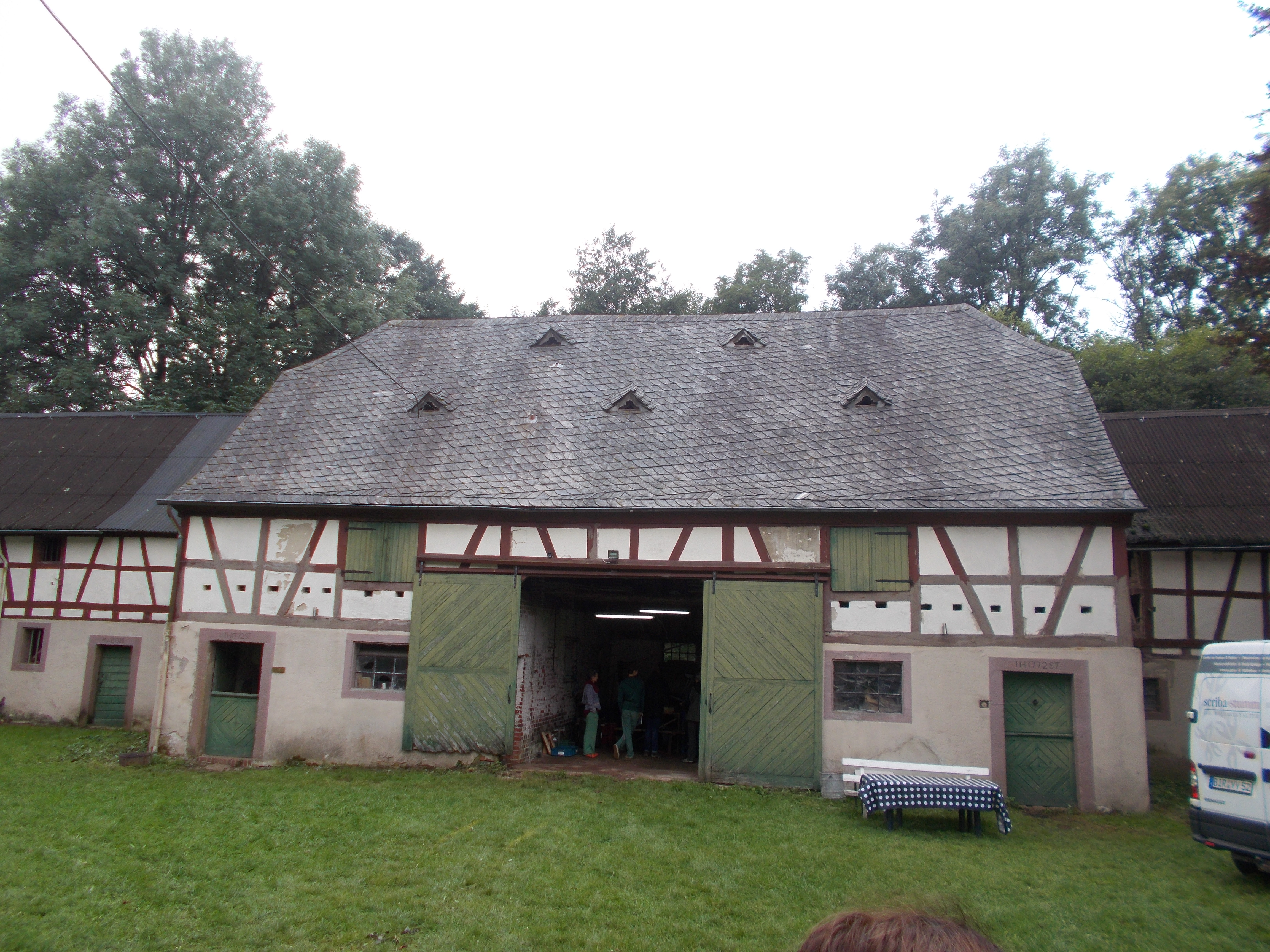
Die Abentheuerer Hütte